# Berthold Schwarz

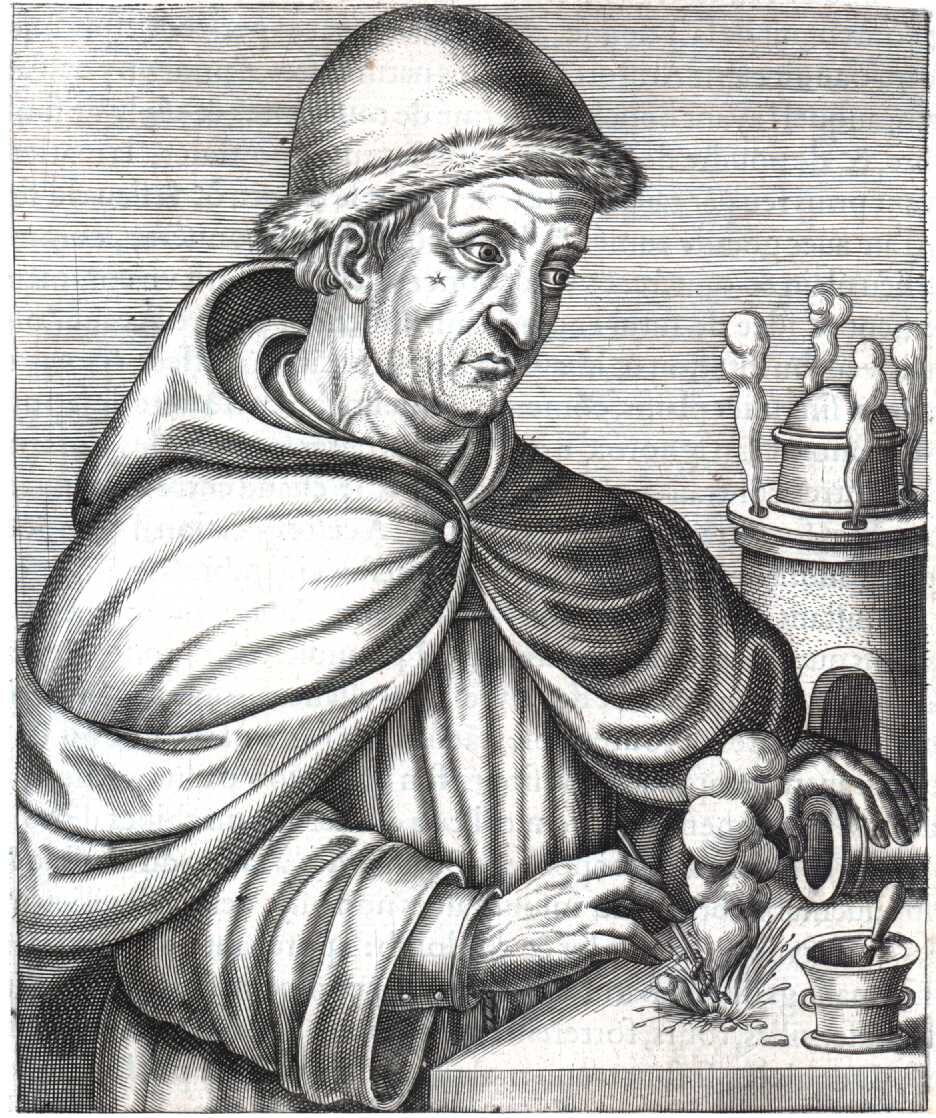

Berthold Schwarz (czasami pisane Schwartz), znany również jako Berthold Czarny – legendarny niemiecki (lub według niektórych przekazów pochodzenia duńskiego lub greckiego) alchemik z końca XIV wieku, któremu w XV- XIX wiecznej literaturze europejskiej przypisuje się wynalezienie prochu strzelniczego.
Rzekomy okres działalności Schwarza (koniec XIV wieku), mieści się więc między pierwszymi doniesieniami o wynalezieniu prochu strzelniczego w Europie (koniec XIII wieku) a opracowaniem skutecznych jego zastosowań w artylerii (w połowie XV wieku).

## Historia
Nie jest do końca jasne, czy Schwarz jest postacią historyczną. Przypuszcza się, że był historycznym alchemikiem, który wynalazł proch strzelniczy w Niemczech, ale niektórzy badacze uważają go za postać czysto legendarną.
Schwarz jest prawdopodobnie identyczny z Bertoldem von Lützelstetten, uczonym, który jest zapisywany jako magister Artium Bertoldus na Uniwersytecie w Paryżu w okresie 1329-1336.
Pierwsza wzmianka o Schwarzu znajduje się w anonimowym podręczniku pirotechnicznym z około 1410 r., zachowanym w różnych XV wiecznych egzemplarzach. Odpowiednia wzmianka opisuje alchemika i mistrza sztuk „Mistrz Berthold” (Maister Perchtold) jako przypadkowego odkrywcę prochu, nie podając dalszych szczegółów co do czasu i miejsca.
Dalsze dane są po raz pierwszy opisane przez Franza Helma, autora działającego w Landshut w latach 1520-1530, który również pierwszy użył epitetu Czarny (w formie zlatynizowanej, jako niger). Według Helma:

Item hir ist zu wissen wer dz puluer vnd dz geschitz erdacht vnd erfunden hat, der ist gewessen ain Bernhardinerminch mit namen Bartoldus nigersten [...] Da man zelt 1380 Jar. [...] Der bartoldus nigger ist vonn wegen der kunst die er erfunden vnd erdacht hat gerichtet worden vom leben zum todt Im 1388. Jar.

(Tu jest o tym, kto wynalazł proch i broń, który był znany jako mnich bernardyn zwany Bartoldus nigersten ... w roku 1380 ... bartoldus nigger został z powodu swojego wynalazku skazany na śmierć i stracony w roku 1388.)

Inne źródła określają go jako Konstantina Angeleisen lub Anklitzen, który był prześladowany za to, że był alchemikiem musiał uciekać do Pragi, gdzie został stracony w 1388. Możliwe jest również, że Schwarz nie jest postacią historyczną, ale jedynie symbolicznym wynalazcą prochu biorącym swoją nazwę od jago niemieckiej nazwy Schwarzpulver.
Feldhaus uważa, że doniesienia o "Mistrzu Bertholdzie" z początku XV wieku, zaledwie 25 lat po śmierci tego mistrza, powinny być traktowane poważnie jako historyczne świadectwo istnienia alchemika Bertholda, nazywanego  "Czarnym", członka Zakonu Św. Bernharda, który opracował przepis na skuteczny proch strzelniczy ok. 1380 r., a który został prawdopodobnie stracony jako magik kilka lat później. Przepisy podane w XV-wiecznych niemieckich podręcznikach do pirotechniki bezpośrednio pochodzą od receptury opracowanej przez Bertholda.
Historyczny Mistrz Berthold, który nie wymyślił prochu strzelniczego ex nihilo, ale raczej opracował skuteczny przepis, otworzył możliwości technologiczne i zainicjował erę wojny z zastosowaniem prochu strzelniczego w XV wieku, co jest porównywane przez Feldhausa do wynalazku Jamesa Watta, który nie tyle „wymyślił” silnik parowy, ale dopracował wynalazek Denisa Papina do punktu, w którym jego stosowanie stało się opłacalne.
W 1853 roku  we Fryburgu wzniesiono pomnik Bertholda Schwarza.